# Málta hívójelkörzetei
Málta hívójelkörzetei részben területi alapon, részben a felhasználás jellege alapján lettek felosztva.
Málta részére az ITU a 9H hívójelprefixet osztotta ki.
Az Egyesült Királyság általi megszállás idején használták a ZB1 prefixet. Ez már nem használatos.
Málta Szuverén Katonai Rendje nem hivatalosan az 1A prefixet használja.

## Málta hívójelkörzetei[1][2][3]
| prefix | terület/jelleg                                                                           |
| ------ | ---------------------------------------------------------------------------------------- |
| 9H1    | Rövidhullámon dolgozó állomások hívójelei, Málta sziget területén                        |
| 9H3    | Rövidhullámon dolgozó, külföldről Máltára látogató operátorok részére fenntartott prefix |
| 9H4    | Gozo sziget, rövidhullámon dolgozó állomások                                             |
| 9H4    | Comino sziget, rövidhullámon dolgozó állomások                                           |
| 9H5    | Málta teljes területe, VHF állomások                                                     |
| ZB1    | Egyesült Királyság általi megszállás idején használták. (Kivezetve)                      |
| 1A     | Málta Szuverén Katonai Rendje (nem hivatalos)                                            |

## Lajstromjel
Vízi és légi járművek lajstromjelezéséhez a 9H prefixet használják.